# Malaltia respiratòria
Les malalties respiratòries són afeccions patològiques que afecten les vies, els òrgans i els teixits que permeten l'intercanvi de gasos en els animals que respiren aire. Així inclouen:
- Afeccions del tracte respiratori superior: el nas, la faringe, la laringe; que són objecte de l'otorrinolaringologia.
- Afeccions del tracte respiratori inferior: la tràquea, els bronquis, els bronquíols, els alvèols, les pleures, la cavitat pleural, els nervis i els músculs de la respiració; que són objecte de la pneumologia.

Les malalties respiratòries van des de lleus i autolimitades, com el refredat comú, la grip i la faringitis, fins a malalties que posen en perill la vida, com la pneumònia bacteriana, l'embòlia pulmonar, la tuberculosi, l'asma aguda, el càncer de pulmó, o la síndrome respiratòria aguda greu, com ara la COVID-19. Les malalties respiratòries es poden classificar de moltes maneres diferents, bé per l'òrgan o el teixit implicats, pel tipus i el patró de signes i símptomes associats, o per la causa de la malaltia.